# پاسیاه‌ها
پاسیاه‌ها (نام علمی: Bdeogale) نام یک سرده از تیره خدنگ است.

## گونه‌ها
- خدنگ پاسیاه, Bdeogale nigripes
- خدنگ جکسون, Bdeogale jacksoni
- خدنگ دم‌پشمی, Bdeogale crassicauda